# Antoni Pawlak
Antoni Bogdan Pawlak (ur. 4 sierpnia 1952 w Sopocie) – polski poeta, publicysta i urzędnik samorządowy.

## Życiorys
Urodził się w rodzinie prawnika Jerzego Pawlaka i księgowej Barbary z domu Jasińskiej. Ukończył II Liceum Ogólnokształcące w Gdańsku. Studiował także historię na Uniwersytecie Warszawskim (1974–1975) oraz historię filozofii (1975–1980) na Akademii Teologii Katolickiej w Warszawie; studiów nie ukończył.
Podczas nauki w szkole średniej uczestniczył w grupie samokształceniowej prowadzonej przez Ludwika Wiśniewskiego. W 1972 został skazany na karę 1 roku i 6 miesięcy pozbawienia wolności z warunkowym zawieszeniem jej wykonania na trzyletni okres próby za kolportaż ulotek wzywających do bojkotu wyborów do Sejmu PRL. Współpracował później z redakcjami pism drugiego obiegu („Biuletyn Informacyjny KSS „KOR”” i „Zapis”), współredagował również kwartalnik „Puls”. W trakcie wydarzeń sierpniowych w 1980 uczestniczył w strajku w Stoczni Gdańskiej, po czym wstąpił do „Solidarności”. Był etatowym pracownikiem związku (przy zarządzie Regionu Mazowsze), m.in. współredaktorem pisma „Głos Wolny” wydawanego w czasie I Krajowego Zjazdu Delegatów w Gdańsku. Po wprowadzeniu stanu wojennego internowano go na okres od grudnia 1981 do lipca 1982. Przebywał w ośrodkach internowania na Białołęce, w Jaworzu i w Darłówku.
Po zwolnieniu nadal współpracował z wydawnictwami podziemnymi. Współpracował też z Agnieszką Holland nad scenariuszem do filmu biograficznego o Lechu Wałęsie, który to projekt nie został zrealizowany. W latach 80. pracował w miesięczniku „Powściągliwość i Praca”.
W 1989 dołączył do redakcji „Gazety Wyborczej”, pracował w niej do 1993, w tym od 1991 jako redaktor dodatku „Gazeta o Książkach”. Później do 1997 był zatrudniony w redakcji „Super Expressu”. Był także współredaktorem kwartalnika literackiego „Migotania, przejaśnienia”, redaktorem naczelnym wydawnictwa Tower Press i wiceprezesem wydawnictwa Literatura.net.pl.
W czerwcu 2006 objął funkcję doradcy prezydenta Gdańska Pawła Adamowicza ds. kultury. Od kwietnia 2007 do stycznia 2017 był rzecznikiem prasowym prezydenta Gdańska, pozostał w Urzędzie Miasta Gdańska jako doradca i główny specjalista w kancelarii prezydenta Gdańska.

## Twórczość literacka
Wiersze zaczął pisać podczas nauki w liceum. W październiku 1972 wziął udział w prowadzonej przez Alinę Kietrys audycji w Radiu Gdańsk, podczas której zaprezentował swoją twórczość. Pierwsze publikacje wydał w 1973 w periodyku „Litery”. Jego dorobek literacki obejmuje około 20 książek, wśród których przeważa poezja. Jego wiersze przekładano na języki angielski, duński, francuski, niemiecki, rosyjski, serbsko-chorwacki i węgierski.

## Życie prywatne
Żonaty, ma dwóch synów. Przyjaźnił się z Jackiem Kaczmarskim.

## Odznaczenia i wyróżnienia
W 2011 został odznaczony Krzyżem Oficerskim Orderu Odrodzenia Polski. W 2009 otrzymał Srebrny Medal „Zasłużony Kulturze Gloria Artis”.
W 1983 wyróżniony Nagrodą Fundacji im. Kościelskich. W 2021 został laureatem Pomorskiej Nagrody Literackiej „Wiatr od morza”.

## Twórczość

### Poezja
- Czynny całą dobę (1975)
- Jestem twoim powolnym mordercą (1976)
- Czy jesteś gotów… (1981)
- Obudzimy się nagle w pędzących pociągach (1981)
- Portret wspólny (współautor Marian Terlecki, 1981)
- Trzęsą się portki pętakom (1981)
- Grypsy (1982)
- Brulion wojenny (1983)
- Cztery poematy (1983)
- Wbrew nam (1983)
- ***  (1984)
- Każdy z was jest Wałęsą (współautor Marian Terlecki, 1984)
- Powtórka (1984)
- Zmierzch i grypsy (1984)
- Tryptyk o klęsce; Nie jestem poetą (1989)
- Zamiast (1989)
- Kilka słów o strachu (1990)[13]
- Nasze kobiety się starzeją (1995)[14]
- Zmarli tak lubią podróże (1998)[15]
- Strach w moich oczach jest głęboki jak studnia (2002)[16]
- Mroczne tajemnice małych dziewczynek (2012)[17]
- Walizka światła (2016)[18]
- Ale bez rozgrzeszenia (2020)[19]

### Proza
- Książeczka wojskowa (1981)[20]
- Zapiski na paczce papierosów (2018)[21]
- Niespodziewany koniec świata (2021)[22]

### Wybór wierszy
- Trudny wybór wierszy – Schwierige Gedicht-Auswahl (1987)
- Długie noże, krótkie sukienki (1990)[23]
- Akt personalny: wiersze z lat 70., 80., 90. (1999)[24]

### Inne
- Pusty gabinet. Paweł Adamowicz: prezydent, szef, przyjaciel (2024)[25]